# John Recknagel
John Recknagel, dit aussi John Herman Recknagel le Jeune est un peintre américain né en 1870 à New York, et mort en 1940 à Fouesnant (Finistère), actif en France, particulièrement en Bretagne

## Sa vie
Né à Brooklyn (New York) d'un père danois, marchand de blé et d'épices, et d'une mère allemande, il suit les cours de la National Academy of Design de New-York, puis vient étudier en France à partir de 1891 à l'atelier de Jean-Paul Laurens, puis à l'Académie Julian ; il explose pour la première fois en 1897 au Salon des artistes français. En 1899, en compagnie de son épouse Sybil Withon, il s'installe à Concarneau, où il sympathise entre autres avec le peintre Charles Henry Fromuth, puis à partir de 1906 à Fouesnant où il construit une maison à Keroulven, près des étangs de Penfoulic ; il retourne parfois aux États-Unis après la Première Guerre mondiale. Il est enterré dans le cimetière communal de Fouesnant.
Paysagiste et portraitiste, il peint à l'huile, mais aussi des pastels. Ses paysages représentent la Bretagne et New-York, mais aussi ceux rencontrés au cours de ses voyages, par exemple Dresde, Venise, Paris. Il a surtout peint des personnes de la région de Fouesnant et plusieurs de ses œuvres sont exposées à l'hôtel de ville de Fouesnant.

## Œuvres

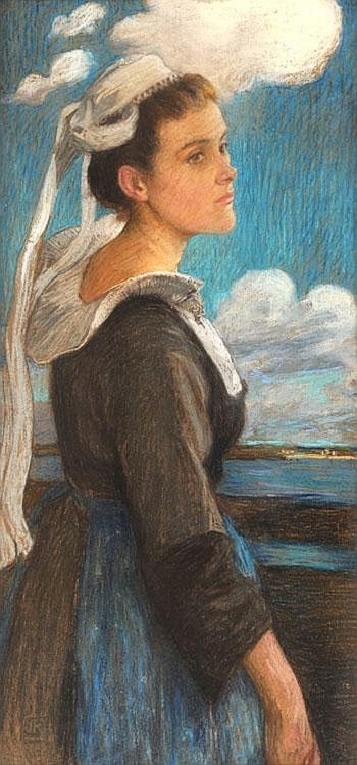
John Recknagel, Jeune Fouesnantaise (1908), pastel, localisation inconnue.

- La servante (1897, huile sur toile, 166,8 x 53,5 cm)[4]
- Jeune femme de dos à la fenêtre (1898, huile sur toile, 46 x 27 cm)[5]
- À l'usine (1900, fusain, 49 x 32 cm)[6]
- Portrait de Madeleine B. (dans le jardin de l'hôtel des Sables blancs à Concarneau)(vers 1901)[7]
- Ouvrière d'usine à Concarneau (1902, pastel et fusain sur papier, 90 x 72 cm, collection municipale de la ville de Concarneau)[8]
- Portrait de Frédéric (1905)[9]
- Jeune fouesnantaise assise (1906, aquarelle)
- Jeune fouesnantaise (1908, pastel)
- Les cultivateurs de Mousterlin (1910, huile sur carton, hôtel de ville de Fouesnant)[10]. Cette œuvre est classée monument historique.
- Mousterlin (pastel)[11]
- L'arrachage des pommes de terre (1910)[12]
- Femme au travail  (1911, pastel et charbon de bois, 53,5 x 35,5 cm)[13]
- Portrait d'Adélaïde Carot (1912, fusain, pastel sur papier, hôtel de ville de Fouesnant)[2] ,[14]. Cette œuvre est classée monument historique.
- Portrait de Corentin Caradec (1912, fusain, hôtel de ville de Fouesnant)[15],[16]. Cette œuvre est classée monument historique.
- Église Saint-Pierre à Fouesnant (peinture à huile sur bois[17]. Cette œuvre est classée monument historique.
- Portrait d'une paysanne du pays fouesnantais (1915)[18]
- L'anse de Penfoulic (à Fouesnant)[19]
- Barque au sec aux environs de l'Aven (1924, pastel)[20]
- L'attente du marin-pêcheur à Trévignon (1924, pastel, 19,5 x 15,5 cm)[21]
- Le jardin de Recknagel (1933, huile sur bois, 33 x 22 cm)[22]
- Portrait d'une vieille femme (huile sur toile, 48,9 x 38,7 cm)[23]
- Bretonne assise (1938, huile sur toile, 79 x 59 cm)[24]
- Barques de pêcheurs à l'entrée de Concarneau (aquarelle et rehauts de gouache et de pastel, 22 x 27 cm)[25]
- Concarneau, retour de pêche (huile sur carton, 41 x 53 cm, peinture attribuée à John Recknagel)[26]
- Le lac à New-York (huile sur toile, 59 x 81 cm)[27]
- Portrait de Mademoiselle Élisabeth Recknagel (pastel sur papier marouflé sur toile, 100 x 47,5 cm)[28]
- Village de montagne (pastel, 25 x 32 cm)[29]

Le musée de Pont-Aven lui a consacré une exposition à l'automne 1998, présentant 54 de ses œuvres.

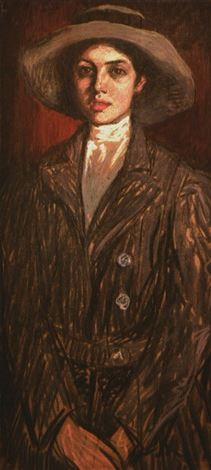
John Recknagel ː Femme de l'artiste, Élisabeth (avant 1940).
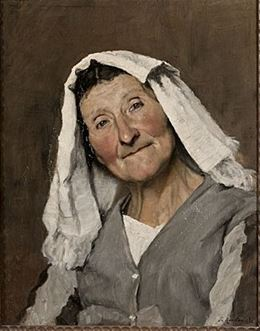
John Recknagel ː Portrait d'une vieille femme (avant 1940).
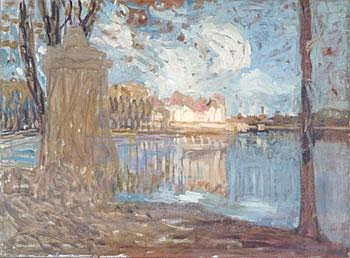
John Recknagel ː Lac à New-York (avant 1940).
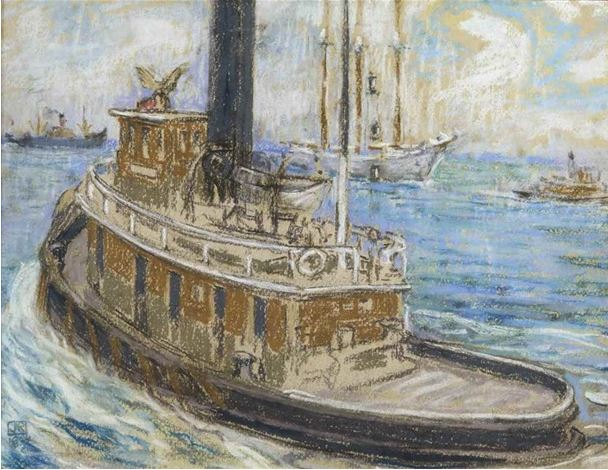
John Recknagel ː Baleinière dans le port de New-York (1924).
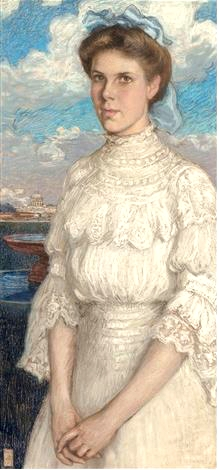
John Recknagel ː Jeune femme de Trégunc (1907).
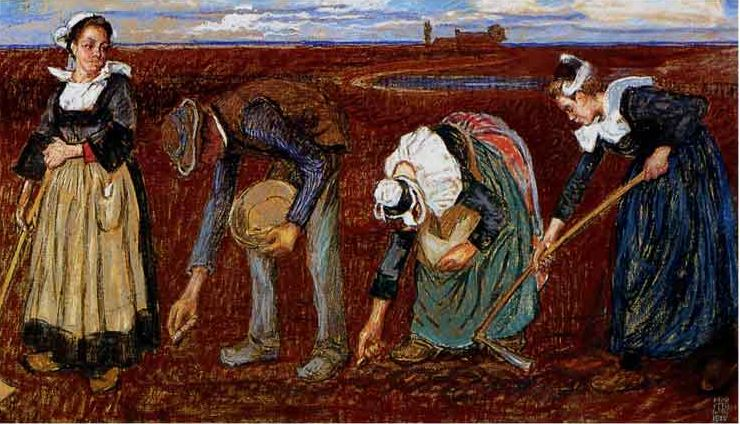
John Recknagel ː La plantation des pommes de terre (1910).
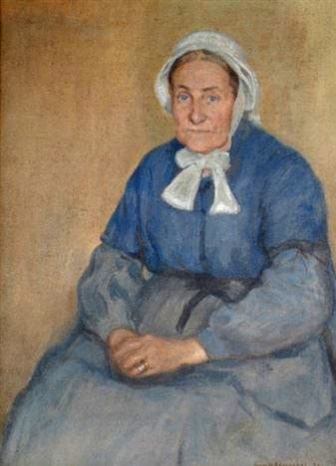
John Recknagel ː Femme bretonne, assise (1938).
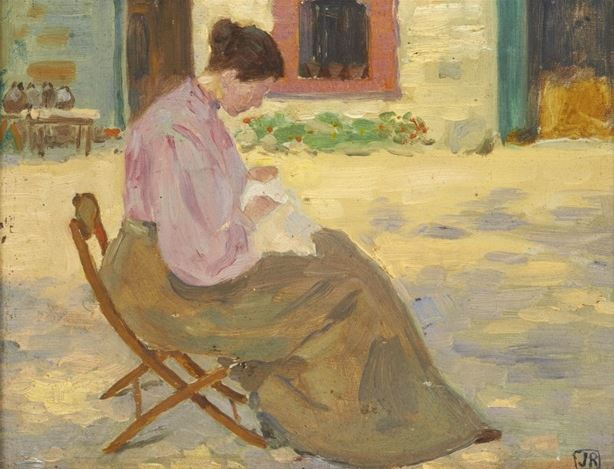
John Recknagel ː Femme cousant (avant 1940).
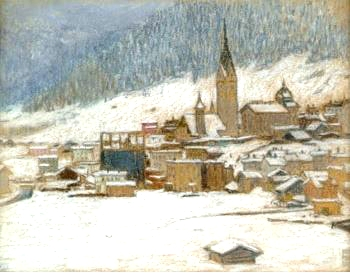
John Recknagel ː Village de montagne (avant 1940).
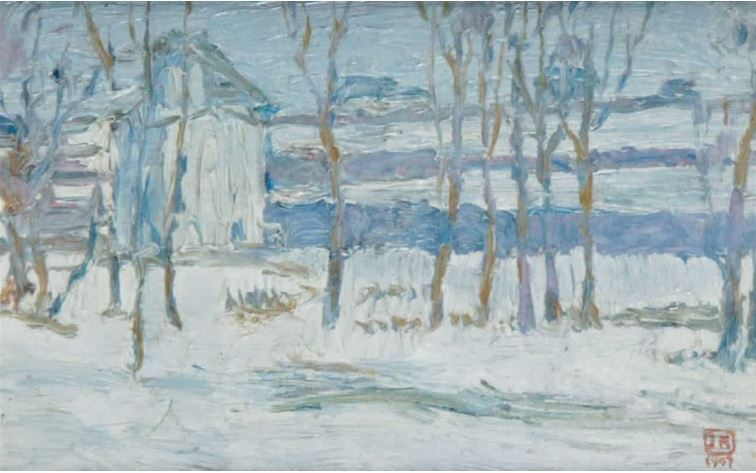
John Recknagel ː Paysage d'hiver (1907).